# (30319) 2000 JT16
2000 جاي تي 16 (ويعرف أيضًا باسم (30319) 2000 جاي تي 16 وفق تسمية الكوكب الصغير) (بالإنجليزية: 2000 JT16)‏؛ هو كويكب ضمن حزام الكويكبات.
اكتُشف هذا الجُرم الفلكي بواسطة بحث لنكولن عن الكويكبات القريبة من الأرض في 5 مايو 2000، وترتيبه 30319 من حيث الاكتشاف.

## الوصف
اكتُشف 303192000JT في 5 مايو 2000 في مرصد ماغدالينا ريدج، الواقع في مقاطعة سوكورو، نيومكسيكو في الولايات المتحدة، بواسطة مشروع بحث لنكولن عن الكويكبات القريبة من الأرض (بالإنجليزية: Lincoln Near-Earth Asteroid Research)‏ LINEAR. وقد رصد المشروع 2,177 مشاهدة للكويكب إلى غاية 5 فبراير 2022 بتوقيت منطقة المحيط الهادئ، أي في مدة قدرها 9,655 يومًا (26.5 عام). تستغرق الفترة المدارية للكويكب 1,840 يومًا (5 عام).

## الخصائص المدارية
يتميز مدار هذا الكويكب بنصف محور رئيسي يبلغ 2.94 وحدة فلكية، وحضيض قدره 2.82 وحدة فلكية، وانحراف قدره 0.0402 وزاوية ميلان 8.69 درجة بالنسبة لمسار الشمس. بسبب هذه الخصائص، أي نصف المحور الرئيسي بين 2 و3.2 وحدة فلكية وحضيض أكبر من 1,666 وحدة فلكية، يُصنف هذا الجُرم الفلكي وفقًا لقاعدة بيانات مختبر الدفع النفاث لأجرام النظام الشمسي الصغيرة كائنًا من حزام الكويكبات الرئيسي.

## الخصائص الفيزيائية
يُقدر القدر المطلق (H) لـ303192000JT بـ13.65 ووضاءته بـ0.280، مما يمكِّن تقدير قطره بـ 6.023كم. استُخلصت هذه النتائج بفضل ملاحظات مستكشف الأشعة تحت الحمراء عريض المجال (WISE)، وهو مرصد فضائي أمريكي وُضع في المدار في عام 2009 ويراقب السماء بأكملها بالأشعة تحت الحمراء، في عام 2011، نُشرت النتائج الأولى المتعلقة بالكويكبات من الحزام الرئيسي.

## وصلات خارجية
- (30319) 2000 JT16 في قاعدة بيانات مختبر الدفع النفاث لأجرام النظام الشمسي الصغيرة

- الاكتشاف · مخطط المدار ·  العناصر المدارية · المعلمات المادية

- (30319) 2000 JT16 على موقع ويكي سكاي: DSS2, SDSS, GALEX, IRAS, Hydrogen α, X-Ray, Astrophoto, Sky Map, Articles and images